# Pieks
Pieks ist eine deutsche Special-Interest-Zeitschrift zum Thema Impfungen.
Die Zeitschrift erscheint seit März 2021, hat in der Startausgabe 100 Seiten, diese kostet 7,90 €. Die Zeitschrift kann auch günstiger als Onlineversion gekauft und abonniert werden. Chefredakteur ist der Wissenschaftsjournalist Thomas Borchert.
Wesentlicher Hintergrund der Einführung der Zeitschrift ist die COVID-19-Pandemie, gegen die unter großer Aufmerksamkeit der Öffentlichkeit Impfstoffe verschiedener und teilweise relativ neuer Art entwickelt wurden, unter anderem Vektorimpfstoffe und Impfstoffe auf mRNA-Basis. Weitere wesentliche Anlässe und Themen der Zeitschrift sind Ängste vor unerwünschten Nebenwirkungen und mangelnder Wirkung von Impfstoffen sowie Informationen für Eltern, die Entscheidungen über die Impfungen ihrer Kinder treffen müssen.
Die Zeitschrift erscheint bei Jahr Media, Geschäftsführerin ist Alexandra Jahr.

## Trivia
Im Duden findet sich auch die alternative Schreibweise „Piks“ und definiert das Wort als „kleinen, wenig schmerzhaften Einstich in oder durch die Haut“. Die Herausgeber gaben dazu an, dass sie die bevorzugte Schreibweise gewählt hätten, weil sie diese schöner fänden und sie vielfach in Gebrauch sei.